# Filwell
Filwell, född 16 september 2015, är en fransk varmblodig travhäst som tränas av sin ägare Pierre Levesque och rids av Camille Levesque.
Han började tävla 2018 och inledde karriären med en sjundeplats för att sedan ta sin första seger i åttonde starten. Han har hittills under sin karriär sprungit in 596 260 euro på 69 starter varav 19 segrar, 11 andraplatser och 9 tredjeplatser. Karriärens hittills största segrar har kommit i Prix Djérid (2024).
Han har även segrat i Prix de l'ile d'Oleron (2022), Prix Gordonia (2023) och har även kommit på andraplats i Prix de Londres (2023), Prix Alfred Lefevre (2023), Prix Georges Dreux (2023) samt på tredjeplats i Prix Perseus (2023).

## Statistik
| Statistik för Filwell (Ref.) | Statistik för Filwell (Ref.) | Statistik för Filwell (Ref.) | Statistik för Filwell (Ref.) | Statistik för Filwell (Ref.) | Statistik för Filwell (Ref.) |
| ---------------------------- | ---------------------------- | ---------------------------- | ---------------------------- | ---------------------------- | ---------------------------- |
| Starter                      | Placeringar                  | Startprissumma               | Segerprocent                 | Platsprocent                 | Rekord                       |
| 69                           | 19-11-9                      | 596 260 euro                 | 28 %                         | 57 %                         | 1.10,6ak,                    |

### Större segrar
| År   | Lopp                   | Kusk             | Vinstbelopp | Grupp   |
| ---- | ---------------------- | ---------------- | ----------- | ------- |
| 2022 | Prix de l'ile d'Oleron | Camille Levesque | 40 500 EUR  | Grupp 3 |
| 2023 | Prix Gordonia          | Camille Levesque | 40 500 EUR  | Grupp 3 |
| 2023 | Prix Djérid            | Camille Levesque | 40 500 EUR  | Grupp 3 |